# Porto Ercole
Porto Ercole (pronunciación en italiano: /ˈpɔrto ˈɛrkole/) es un pueblo italiano ubicado en la municipalidad de Monte Argentario, en la provincia de Grosseto, Toscana. Es uno de los dos pueblos que forman parte del municipio, junto con Porto Santo Stefano. El nombre significa "Puerto Hércules".

## Geografía
El pueblo se encuentra ubicado en la franja oriental del Monte Argentario, y ubicado a 40 kilómetros (24,9 mi) de Grosseto, a7 km (4,3 mi) de Orbetello y cerca de 12 km (7,5 mi) de Porto Santo Stefano. Hacia el norte Porto Ercole se encuentra la Laguna di Orbetello y Tombolo della Feniglia.

## Historia
Porto Ercole fue mencionado por primera vez en 1296, cuando Margarita Aldobrandeschi, condesa Sovana, ordenó la construcción de la Torre di Terra, el lugar más antiguo del poblado. Incluida en la República de Siena, fue ocupada por el Ducado de Florencia el 18 de junio de 1555.
Formando parte de los presidios de Toscana españoles desde 1557.
En 1610, el pintor italiano Caravaggio, exiliado por el papa, murió en Porto Ercole, cuando se encontraba en camino a Roma, y fue sepultado en la iglesia local. La familia real holandesa mantuvo una residencia en la localidad, en la segunda mitad del siglo XX.

## Transporte
Porto Ercole se encontraba conectado por tren hacia Orbetello, vía una pequeña línea ferroviaria hacia Porto Santo Stefano, la cual fue clausurada en 1944. La antigua estación, llamada Porto Ercole-Terrarossa, se encuentra a 4 km del pueblo, en el caserío de Terrarossa.
Cuenta con dos puertos: Porto Vecchio, el más antiguo del poblado, y Cala Galera, ubicado en la bahía norte.